# Dolmen de la Salle aux Fées
Le dolmen de La Salle des Fées, appelé aussi dolmen de Port Faissant, est un dolmen situé à Sainte-Pazanne, dans le département de la Loire-Atlantique.

## Historique
Le dolmen est classé au titre des monuments historiques en 1889.

## Description
Le dolmen était endommagé dès la fin du XIXe siècle. Selon Pitre de Lisle du Dreneuc, le dolmen comporte une grande table de couverture (2,75 m de long sur 2,30 m) qui repose appuyée sur un orthostate du fond de l'édifice. Une seconde table de proportion similaire est renversée. Cinq autres blocs sont visibles autour. 
L'édifice étant désormais couvert de broussailles, il est très difficile d'en apprécier l'architecture. Pitre de Lisle du Dreneuc crut y reconnaître une allée couverte dont le couloir aurait été détruit. Il semble plutôt qu'il s'agisse d'un dolmen de type angevin.
Sur l'autre berge du Tenu, il aurait existé un second dolmen en vis-à-vis.

## Anecdote
Au début du XIXe siècle, un antiquaire nantais crut reconnaître, gravée sur la table du dolmen, une représentation d'une figure monstrueuse, qui prit le nom de la bête de Port Faissant. Bizeul la décrit en 1846. Par ailleurs, d'aucuns signalaient une sculpture représentant une figure humaine taillée en relief sur une pierre du dolmen. En 1875, à l'occasion du congrès de l'Association française pour l'avancement des sciences qui se tint à Nantes, de nombreux archéologues se rendirent sur place pour voir ses sculptures mais ne découvrirent que des formes naturelles dues à l'érosion du grès.